# Michel Dauvergne
Michel Dauvergne, né le 3 décembre 1949 à Genève, est un peintre suisse.

## Œuvres
- La Fuite de Caïn, 1982, acrylique sur toile, 201 × 201 cm